# Східний Саян

Мапа Саян (за УРЕ, Том 10, 1983)

Східний Саян (рос. Восточный Саян) — гірська система, яка простягається на 1000 км від лівобережжя Єнісею до озера Байкал. Складчаста структура має північно-західне і субширотне простягання і представлена мегантиклінорієм, що примикає до південно-західного краю Сибірської платформи.
Східний Саян складений головним чином гнейсами, слюдисто-карбонатними і кристалічними сланцями, мармурами, кварцитами, амфіболітами. Міжгірські западини (Мінусінська) заповнені теригенно-вугленосними товщами. Хребти західної частини Східного Саяну утворюють плосковершинні «білогір'я» (Манське, Канське тощо) і «білки», де більшу частину року зберігаються плями снігу (звідки і назва «білки»). У центральній і східній частині — високогірні масиви (Великий Саян, Тункські і Кітойські Гольці тощо) з альпійськими формами рельєфу. Найбільша висота — 3491 м. (г. Мунку-Сардик). Крім того, для Східного Саяну характерні великі ділянки древнього вирівняного рельєфу, полого-нахилені вулканічні плато. Є й молоді вулканічні утворення (вулкан Кропоткіна та ін.). Відомо близько 100 льодовиків (карові та висячі).
Корисні копалини: золото, графіт (Ботогольське родовище графіту), боксити, азбест, фосфорити та ін. Є мінеральні джерела (Аршан, Нілова Пустинь та ін.).